# Denis Alexandre Volozan
Denis Alexandre Volozan, né à Lyon en 1765 est un peintre français qui a travaillé à Philadelphie entre 1806 et 1819. C’est principalement un peintre historique et de figurines, même s’il a aussi réalisé des paysages et quelques portraits. Il est mort à Philadelphie en 1820.

## Biographie

### Jeunesse et études

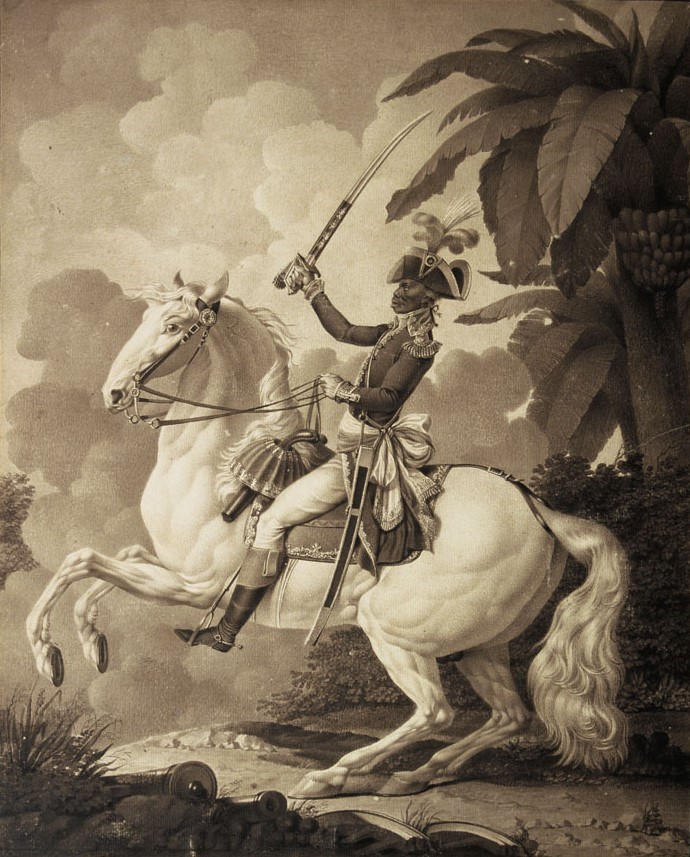
Portrait de Toussaint Louverture, chef des insurgés haïtiens, réalisé par Volozan.

Denis-Alexandre Volozan est né à Lyon en 1765. Il étudie aux Beaux-arts de Paris où il est admis le 13 octobre 1784. Il quittera cependant l’Académie royale de peinture et de sculpture en 1787, profitant ainsi pour voyager puisqu’on le retrouve à Saint-Domingue. Il restera sur l’île jusqu’à la révolte des esclaves en 1791, puis voyage en Amérique du Nord et se sédentarise en 1799 à Philadelphie. La trace d’un mariage existe avec Marie-Victorine Rénaud de Saint Félix à l’église de la Sainte-Trinité, sans qu’une date précise soit connue cependant.

### Carrière et vie d’adulte
À l’automne 1805, les Sulpiciens du collège français de Baltimore lui offrent une place en tant que professeur de dessin que Volozan refuse. Cependant, le peintre leur recommande un ami qu’il décrit comme plus compétent que lui. Cet ami n’était autre que Godefroy qui fut enchanté à l’idée d’un emploi permanent même s’il fut obligé de retarder son départ de New-York pour Philadelphie en raison d’obligations personnelles. Mais vers la fin de novembre, il promet d'y être dans la semaine, et écrit au père Dubourg: « J'ai besoin de la société des bons et des savants pour oublier les crimes dont j'ai si longtemps témoigné et il suffit de dire combien je suis heureux, dans mon naufrage, d'atteindre le havre d'honneur que je dois à la sollicitude amicale de Monsieur Volozan ».
L’année suivante, en 1806, il fera le tableau d’un général en exil assez populaire : le général Jean-Victor Moreau. Son œuvre la plus connue reste le portrait de George Washington pour la Chambre du Sénat au Capitole que l’Académie de Philadelphie conservera. On lui connait aussi le tableau de Toussaint Louverture, chef de file du mouvement anticolonialisme et indépendantiste noir. C’est un membre bénévole et également le directeur de la Société de Bienfaisance de Philadelphie.
En 1807, il est répertorié en tant que peintre miniaturiste. Le 29 janvier 1812, Volozan est répertorié comme professeur en élémentaire et écoles antiques puis en 1814, il est enfin considéré comme peintre historique. La même année, il se désigne lui-même comme peintre historique et paysagiste dans le catalogue de la seconde exposition annuelle de la société des artistes d’États-Unis et de l’Académie des Beaux-Arts de Pennsylvanie.
Il est exposé de 1812 à 1814 ; selon un rapport du dossier d’exposition de Pennsylvanie, on pouvait voir de lui des portraits au crayon de Washington, sûrement les brouillons de sa peinture définitive, plusieurs paysages à la gouache, deux tableaux de style classique : Jupiter et Lena et Jupiter et Calisto. Il y avait aussi une copie d’un Poussin : Testament d’Eudamides, une Ariane abandonnée par Thésée et une Antigone. Il disparaît cependant de l’exposition après 1817 et ne réapparaîtra qu’en 1828 à titre posthume par un seul tableau : Paysage avec église gothique. Le 23 mars 1818, il est enfin naturalisé citoyen américain après de nombreuses années. Il meurt à Philadelphie en 1820 à l’âge de cinquante-cinq ans.

## Œuvres et style

### Sources d’inspiration/Influences
Volozan se spécialise dans le portrait militaire, souvent destiné à la colonie française installée à Philadelphie. Il fait également des peintures de paysages, historique et des miniatures. D’ailleurs certains vont même jusqu’à le qualifier de « peintre historique ». Son style est fortement inspiré des portraits de Gainsborourgh, un peintre anglais, d’où l’importance que Volozan apportera aux paysages. Il sera également le protégé de Bridan[Qui ?].
Le coup de pinceau, l’échelle et le souci des détails dans l’œuvre de l’artiste laissent suggérer que l’univers de l’artiste est empreint des œuvres de Jacques Callet[Qui ?], dans lequel le spectateur retrouve des couleurs similaires. Bien plus le travail sur les corps est assimilable à celui de Jacques Callet, notamment en ce qui concerne la musculature du Cavalier, probablement un membre de la colonie française de Volozan.
Franz van der Meulen a également pu être une source d’inspiration importante pour Denis Alexandre Volozan, dès lors qu’une partie de son œuvre est axée sur les caractéristiques et traditionnels sujets militaires. Plus spécifiquement avec une pratique large et solide du paysage, il inscrit certains de ses tableaux tels qu’Une division de la cavalerie à plein régime (1809) dans la lignée de Franz van der Meulen, en présentant des cavaliers allant livrer bataille. À cet égard, Franz van der Meulen avait lui-même peint de nombreuses toiles mettant en scène des cavaliers comme dans Combat de cavalerie au passage d’un pont (1650) ou Choc des cavaleries-Attaque d’un convoi (1660).

### Cavalier, membre de la colonie française de Philadelphie
Sur sa toile d'origine, le tableau est aux dimensions de 92x71cm. Il est signé, daté et localisé à Philadelphie en 1800 par Denis Alexandre Volozan. C’est une huile sur toile.
Tout d’abord la structure du tableau, bien que simple, est efficace. En effet le tableau se compose majoritairement de trois figures : le cavalier, le cheval ainsi que le chien. Or ces deux derniers éléments visent à mettre en valeur le cavalier puisque le regard des deux animaux converge vers le cavalier, positionné au centre du tableau.
De ce fait, le cavalier semble être le point de fuite de ce tableau, d’autant plus que de nombreuses autres techniques attirent l’œil du spectateur sur lui. En effet, il est vêtu de couleurs plus vives qui dénotent du reste du tableau comme le blanc ou encore son pantalon jaune. De plus, le pantalon laisse apparaître une musculature tout à fait impressionnante qui valorise et confirme son statut de cavalier.
Enfin, de par le mouvement de ses bras, le cavalier est un élément majeur qui confère une véritable dynamique et profondeur au tableau, les différents plans ne suffisant pas à donner d’emblée ce relief. Par ailleurs, sur le collier du chien on peut lire l’inscription « ma fidélité est mon bonheur ».
Photo (C) RMN-Grand Palais (Château de Blérancourt) / Gérard Blot

### Portrait de George Washington (1802)
Après la mort de George Washington en décembre 1799, l’Assemblée générale du Delaware lors de la convocation de janvier 1800 a commandé un portrait « en conséquence de la mort toujours à déplorer de l’illustre chef et ami de l’Amérique, George Washington ». De ce fait, Denis Alexander Volozan a été engagé pour peindre ce portrait avec l’instruction que George Washington devait apparaître aussi grand que la vie. Ainsi, ce portrait réalisé par Denis Alexander Volozan a été un des premiers portraits à avoir été commissionnés après la mort de George Washington.
Volozan venait juste d’arriver en Amérique et de s’établir à Philadelphie en 1799 où il a développé une réputation de peintre et d’architecte néo-classique et fait la connaissance d’un certain nombre d’artistes dont le portraitiste Gilbert Stuart. À cette époque, une douzaine de portraits avaient été créés dans chaque coin de la nation nouvellement formée.
En 1796, Stuart lui-même a réalisé un portrait emblématique de Washington connu sous le nom de « The Athenaeum » qui est maintenant présenté sur les billets d’un dollar aux États-Unis. Même s’il est peu probable que Volozan ait un jour rencontré Washington, il est cependant probable qu’il a utilisé d’autres portraits d’artistes, comme celui créé par Stuart, lorsque le moment est venu pour lui de compléter son propre portrait du chef de la guerre révolutionnaire et premier président des États-Unis.
Le portrait a été achevé en 1802 et transporté au bord du sloop Dove de Philadelphie à Dover Landing, situé sur la rivière Saint Jones à l’est de l’actuel Palais législatif. De là il a été délivré par cheval et par chariot à la nouvelle construction du Delaware House of Représentatives où il a été installé d'abord dans la chambre des représentants et plus tard dans la chambre du Sénat où il est actuellement affiché. Le coût total était de 513 dollars, dont 400 dollars de peinture et 93 dollars pour un cadre élégant.
Depuis son installation, la peinture a été réparée et restaurée sept fois à partir de 1836 : 1915,1920,1966,1968, 1976 pour le bicentenaire et finalement en 2007 quand la surface peinte et le cadre doré ont été réparés, simultanément avec la restauration de l’Old State House.

### Liste des œuvres
- Jupiter et Lena
- Jupiter et Calisto
- Testament d’Eudamidas
- Les derniers moments d’Œdipe
- Magnanimité d’Henri IV sous les ponts de Paris
- Portrait de George Washington, 1802 Old State House, Dover, (Delaware).
- Ariane abandonnée par Thésée
- Antigone ou la sœur affectueuse
- Rinaldo et Armida
- Paysage avec église gothique
- Homère chantant ses poèmes
- Angelica et Medor
- Mort de Cléopâtre
- Le ruisseau
- Une division de la cavalerie à plein régime (1809)

## Migration sur le continent américain

### Contextualisation
On pourrait supposer que l’artiste a migré aux États-Unis à cause la révolution industrielle qui se caractérise par le passage d'une société agricole et artisanale à une société commerciale et industrielle. La révolution industrielle est aussi le fait de découvertes et innovations qui favorisent l'industrialisation. Les révolutions industrielles désignent les différentes vagues d'industrialisation qui se succèdent dans les différents pays (de façon décalée dans le temps). Les États-Unis s’industrialisent au début du XIXe siècle.
L'expansion du territoire des États-Unis tout au long du siècle développe l'industrie ferroviaire, de plus, il s’agit d’un territoire riche en matières premières (notamment le pétrole). Cette époque est marquée par la conquête de l'Ouest, l'industrialisation et l'immigration. En effet, l’industrialisation entraîne des bouleversements démographiques, économiques et sociaux. L’essor démographique est tout à fait remarquable, il est dû à une croissance naturelle et également à d'importants flux migratoires. L’immigration nourrit largement la croissance démographique. Les flux migratoires ont apporté 36 millions de personnes. Les villes américaines se multiplient et grandissent rapidement. L'immigration s'accélère et se diversifie. Au début du XIXe siècle, l’art américain reste influencé par les œuvres et artistes européens.
Le contexte politique français est également une cause possible à sa migration. Le terme de féodalité n’apparait qu’à la fin du XVIIIe siècle sous la plume des révolutionnaires qui désignaient le mépris de l’autorité publique au profit d’intérêt privé. Plus spécifiquement, la féodalité recouvre une réalité territoriale et politique : la dislocation du territoire et de l’autorité publique.
Une hiérarchie des hommes et la domination de l’aristocratie locale. La royauté va en souffrir puisque l’idée d’un pouvoir central va disparaitre. Pourtant, entre les seigneurs locaux et le Roi, c’est bien ce dernier qui finira par l’emporter des siècles plus tard. Il prend conscience qu’il convient de réviser les fondements de son autorité. Malgré ces efforts royaux, la réalité étatique demeure lointaine et plus encore celle de l’unité juridique. En effet, le droit est caractérisé par la diversité contenue dans les coutumes mais aussi et surtout contenue dans la notion de privilège.
Dans la seconde moitié du XVIIIe siècle on observe désormais des phénomènes de migrations, des personnes changent de localité géographique durant leur vie. Phénomène de déracinement, facteur de désordre et désorganisation sociale. Les personnes qui déménagent échappent aux cas traditionnels de contrôle de la population.
Cette période est marquée par l’installation en France d’une véritable crise sociale, caractérisée par une montée importante des tensions, et reposant sur la superposition de différentes frustrations et de divers mécontentements. La Révolution Française (17 juin 1789 au 9 novembre 1799) est une période de trouble et d’instabilité.
La fin du XVIIIe siècle se traduit par l’installation en France d’une véritable crise sociale. On assiste à la superposition de la frustration et du mécontentement d’une série de personnes différentes (petite noblesse appauvrie, monde paysan qui a des conditions de vie difficiles et qui est exaspéré par les demandes de la noblesse, monde ouvrier confronté à une stagnation puis à une dégradation de ses revenus, bas clergé privé de tout espoir d’ascension sociale, bourgeoisie qui est contrariée dans son désir d’accessions à la noblesse et aux postes à responsabilités). Tout ceci crée un climat explosif.

### Artiste au parcours similaire
À la même époque Benjamin Weston quitte les États-Unis pour voyager en Europe et s’y installer définitivement en 1763, dans la ville de Londres. Les deux peintres sont quasiment contemporains et sont tous deux spécialisés dans la peinture historique et les portraits puisque Weston fut nommé peintre officiel du roi de Grande-Bretagne en 1772, où il acquiert une renommée internationale. Les deux hommes ont dû se croiser à peu de chose près sur le continent américain ou européen, tous deux poussés par l’envie de voyager et découvrir de quoi nourrir leur âme d’artiste : Weston passera trois ans en Italie et plus précisément à Rome où il rencontre Johann Joachim Winckelmann qui eut un rôle déterminant dans l’émergence du néoclassicisme.